# میدوی، شهرستان تیشومینگو، میسیسیپی
میدوی (به انگلیسی: Midway) یک منطقهٔ مسکونی در ایالات متحده آمریکا است که در شهرستان تیشومینگو، میسیسیپی واقع شده‌است. میدوی ۱۷۷٫۰۹ متر بالاتر از سطح دریا واقع شده‌است.